# Редман, Джойс
Джойс Редман (англ. Joyce Redman, 9 декабря 1915 — 10 мая 2012) — ирландская актриса.

## Биография
Джойс Редман родилась в графстве Мейо в Ирландии в англо-ирландской семье. В детстве она, вместе с тремя сёстрами, обучалась гувернанткой, а когда подросла, родители отправили её в Королевскую академию драматического искусства в Лондон.
После окончания академии она стала играть в театре и сниматься на телевидении. Джойс Редман дважды выдвигалась на «Оскар» в номинации лучшая актриса второго плана: первый раз в 1963 году за роль миссис Уотерс в фильме «Том Джонс», а второй раз в 1965 году за роль Эмилии в британской экранизации «Отелло».
Джойс Редман скончалась 10 мая 2012 года в возрасте 96 лет в графстве Кент, Великобритания.

## Избранная фильмография
- 2001 — Виктория и Альберт — Старая королева Виктория (ТВ)
- 1968 — Пруденс и пилюля — Грэйс Хардкасл
- 1965 — Отелло — Эмилия
- 1963 — Том Джонс — Миссис Уотерс
- 1955 — Виндзорские насмешницы — Миссис Форд
- 1942 — Один из наших самолётов не вернулся — Джет ван Дайрен